# Пятнистая черепаха
Пятнистая черепаха (лат. Clemmys guttata) — вид черепах семейства американских пресноводных черепах, единственный вид рода Clemmys. Эндемик Северной Америки, Всемирным союзом охраны природы причисляется к вымирающим видам.

## Внешний вид
Небольшая пресноводная черепаха с длиной карапакса у взрослых особей от 8 до 14 (в основном от 9 до 13) см. Чёрный карапакс с разбросанными по нему жёлтыми или желтовато-оранжевыми пятнышками (у новорожденных черепашат обычно по одному пятну на каждом щитке) лишён гребня и зазубрин. На щитках отсутствуют выраженные годичные кольца. Пластрон оранжевый или желтовато-оранжевый с чёрными пятнами на каждом щитке, с возрастом темнеет. В некоторых популяциях наблюдаются карапаксы без пятен или полностью чёрные пластроны. Голова чёрная с жёлтыми или оранжево-жёлтыми пятнами и большими оранжевыми «ушами» по обе стороны. Верхняя сторона ног чёрная с желтовато-оранжевыми пятнами, нижняя розовато-оранжевая.
Зафиксирован половой диморфизм. У самцов карапакс более вытянутый и сплющенный с боков, пластрон вдавлен в середине. Хвост более длинный и широкий (при полностью вытянутом хвосте клоачное отверстие выступает за пределы карапакса. Глаза карие, кожа на подбородке рыжевато-бурая, бурая или чёрная. У самок карапакс более округлый, куполообразный, карапакс плоский. Глаза оранжевые, кожа на подбородке оранжевая или жёлтая. В среднем самки немного крупнее самцов.

## Образ жизни
Предпочтительная среда обитания — заболоченные местности у водоёмов с чистой медленно текущей проточной водой и обильной водной и надводной растительностью. Среду обитания обычно характеризуют мягкий субстрат, наличие сфагнового мха, осоки, камыша, плавучих травяных островков и гидрофильных кустарников. Между источниками существуют значительные расхождения по поводу размеров индивидуальной территории: если по одним оценкам она составляет от 0,2 до 10 га, то по другим максимальный размер может достигать 64 га.
Зимняя спячка продолжается с октября по конец марта — апрель. Потеря активности (эстивация) может происходить также на пике летней жары, когда температура воды поднимается до 30 °C. Брачный период начинается весной, вскоре после пробуждения от спячки; на юге ареала ухаживания зафиксированы при температуре воды 8,5 °C, а на севере при температуре 2 °C. Ухаживающий самец плывёт за самкой под водой, пощипывая её за ноги и панцирь, а затем забирается на неё и покусывает голову и шею. Копуляция происходит на мелководье и может продолжаться до часа.
Яйца откладываются с конца мая по конец июня, в основном по ночам, в кладке от 1 до 7 (чаще всего 4—5) яиц. На севере ареала кладки происходят не каждый год, на юго-западе Онтарио ежегодно, а на юге США — несколько раз в году. Яйца от 2,5 до 3,4 см в длину, овальной формы, с тонкой, гибкой скорлупой. Для кладки самка выбирает открытые, хорошо освещаемые места, где почва влажная, но хороший сток вод, а в их отсутствие — на подушки из осоки или в массу разлагающихся листьев. Яйцевую камеру самка выкапывает задними ногами. Инкубационный период продолжается от 44 до 83 дней, сокращаясь при более высоких температурах. От температуры также зависит пол черепашат: если средняя треть инкубационного периода более прохладная, среди них преобладают самцы, а если более жаркая — самки. Черепашата вылупляются в основном в августе-сентябре.
Половой зрелости черепахи достигают в возрасте 11-15 лет, обычная продолжительность жизни не менее 44 лет, возраст самых старых самок оценивается в 110 лет. Всеядны, пищу добывают в воде. В рацион из растительной пищи входят водоросли, листья водных растений, семена кувшинковых, из животной — черви, моллюски, ракообразные, личинки и взрослые насекомые, икра земноводных и головастики, а также падаль. Часто становятся жертвами хищников, в особенности на суше. Основные естественные враги — еноты, а в период зимней спячки также ондатры.

## Распространение и охранный статус
Ареал пятнистой черепахи включает район Великих озёр в США и Канаде, от южной оконечности озера Мичиган до долины реки Святого Лаврентия, а также верховья бассейна реки Огайо. Помимо этого, в ареал входят прибрежные низины и отроги холмов в атлантической части США, от Нью-Гэмпшира и, возможно, юга Мэна до северной Флориды.
Ареал раздробленный, состоит из отдельных небольших популяций численностью от 30 до 1205 особей (в основном в нижней части этого диапазона). Плотность популяций в основном от 1 до 10 особей на гектар, хотя возможны более крайние значения (0,05-79,1 особи на гектар). Численность некоторых популяций снижается из-за естественной убыли. Предполагается, что за жизнь одного поколения (25 лет) суммарная численность вида снизилась на 50 %. В условиях раздробленного ареала и сокращения пригодных для обитания площадей Всемирный союз охраны природы включает пятнистую черепаху в число вымирающих видов.

## Систематика
Пятнистая черепаха — часть подсемейства Emydinae в составе семейства американских пресноводных черепах. В конце 1990 — начале 2000-х годов структура подсемейства подверглась пересмотру: было установлено, что род Clemmys, в который включается пятнистая черепаха, является парафилетическим, и два вида — лесная черепаха и болотная черепаха Мюленберга — были выделены из него в отдельный род Glyptemys. В итоге пятнистая черепаха осталась единственным видом в составе рода Clemmys.
Пятнистая черепаха гибридизируется с болотной черепахой Мюленберга, схожей по размерам и обитающей в схожих условиях.